# Логановський Костянтин Миколайович
Костянтин Миколайович Логановський (26 листопада 1966, Київ — 8 лютого 2022, Київ) — український науковець-радіобіолог, психіатр, педагог. Доктор медичних наук (2002), професор (2007). Дослідник молекулярно-біологічних основ впливу радіації на нервову систему, радіоцеребральних ефектів малих доз радіації, нейрокогнітивного дефіциту. Відокремив та обґрунтував новий напрям у медичних науках — атомну нейропсихіатрію.
Понад 30 років — науковий співробітник Національного наукового центру радіаційної медицини НАМН України (1989—2022), із яких 19 років — завідувач відділу радіаційної психоневрології. Автор понад 650 наукових робіт, зокрема, близько 15 авторських свідоцтв на винаходи. Учень професора Олександра Напрєєнка та доцента Сергія Басманова.

## Життєпис
Народився 26 листопада 1966-го року у Києві у родині лікарів.
У 1989-му році з відзнакою закінчив кафедру психіатрії та наркології Київського медичного інституту, учень професора Олександра Напрєєнка та доцента Сергія Басманова. Відтоді ж — клінічний ординатор Інституту клінічної радіології Всесоюзного наукового центру радіаційної медицини АМН СРСР (пізніше — Національний науковий центр радіаційної медицини НАМН України; ННЦРМ).
У 1993-му році, ще до закінчення аспірантури (прецедент на той час), здобув науковий ступінь кандидата медичних наук, захистивши дисертацію на тему «Клініко-нейрофізіологічна характеристика функціонального стану сомато-сенсорної аферентної системи у осіб, які зазнали впливу іонізуючого випромінювання внаслідок аварії на Чорнобильській АЕС».
З 2000-го року — кваліфікований лікар вищої категорії за фахом «Психіатрія». Через два роки, у 36-річному віці, здобув науковий ступінь доктора медичних наук, захистивши дисертацію на тему «Психічні розлади при дії іонізуючого випромінювання внаслідок Чорнобильської катастрофи: нейрофізіологічні механізми, уніфікована клінічна діагностика, лікування».
З 2003-го року — завідувач відділу радіаційної психоневрології ННЦРМ. Під керівництвом та за участі Костянтина Логановського співробітники відділу розробили, зокрема, науково обґрунтовану систему охорони психічного здоров'я при радіаційних аваріях на ядерних реакторах та застосуванні «брудної бомби» і тактичної ядерної зброї. Науковці відділу надавали масштабну інтегровану неврологічну, психіатричну і наркологічну лікувально-діагностичну допомогу постраждалим внаслідок Чорнобильської катастрофи, війни в Афганістані та війни на сході України.
У 2007-му році затверджений у вченому званні професора. З 2014-го року, з початком війни на сході України, Костянтин Логановський прийняв у відділі радіаційної психоневрології понад 40 українських військовослужбовців.
З початком пандемії коронавірусної хвороби у 2019-му році приймав активну участь у боротьбі з її нейропсихіатричними наслідками, надав свої пропозиції в галузі охорони психічного здоров'я Пан'європейському Союзу.

Могила Костянтина Логановського, Байкове кладовище

Дружина — психіатр та радіобіолог, провідний науковий співробітник ННЦРМ Тетяна Логановська. Виховали доньку Олександру.
На початку лютого 2022-го року був госпіталізований до Олександрівської клінічної лікарні з коронавірусною хворобою. Стан стрімко погіршувався, зокрема через тяжку форму цукрового діабету. Перебував у реанімації в стабільно важкому стані, на додаток до всього розвинулися мезентеріальна ішемія та ДВЗ-синдром. Попри допомогу найкращих спеціалістів та декілька операцій, Костянтин Логановський помер на 56-му році життя 8 лютого 2022-го року. Був кремований, прах похований у колумбарії Байкового кладовища (ділянка № 17/1отк, 5 ряд, 21 місце), неподалік від центрального входу.
Після раптової та передчасної смерті Костянтина Логановського та з початком повномасштабного російського вторгнення в Україну, колеги професора відзначали, що його наукові напрацювання у галузі радіобіології стали ще актуальнішими, коли Росія погрожує всьому світу ядерною зброєю, а російська армія захопила Запорізьку АЕС.

## Наукова діяльність
Автор понад 650 наукових робіт, зокрема, близько 15 авторських свідоцтв на винаходи. Регулярно друкувався у зарубіжних наукових виданнях. Дослідник молекулярно-біологічних основ впливу радіації на нервову систему, радіоцеребральних ефектів малих доз радіації, нейрокогнітивного дефіциту. Відокремив та обґрунтував новий напрям у медичних науках — атомну нейропсихіатрію. Науковий керівник та педагог близько 10-ти кандидатів та докторів наук, зокрема, Костянтина Куца, Марини Гресько тощо.
Член ради секції «Екологічна психіатрія і психічне здоров'я» Всесвітньої психіатрічної асоціації, член Національної комісії з радіаційного захисту населення України. Заступник голови секції «Біологія, біотехнологія та актуальні проблеми медичних наук» Наукової ради Міністерства освіти і науки України, заступник голови експертної проблемної комісії «Радіаційна медицина» Міністерства охорони здоров'я України та Національної академії медичних наук України.
Співзасновник та головний редактор часопису «Антропологія» (2016—2020), відповідальний редактор розділу «Клінічні дослідження» збірника наукових робіт «Проблеми радіаційної медицини та радіобіології». Член редакційної колегії «Українського медичного часопису».

## Науковий доробок (частковий)
- «Отдаленные последствия психогенного и радиационного факторов аварии на Чернобыльской АЭС на функциональное состояние головного мозга человека» / А. И. Нягу, А. Г. Нощенко, К. Н. Логановский; Журнал невропатологии и психиатрии, № 4-С, 1992
- «Нейропсихиатрические эффекты ионизирующих излучений» / К. М. Логановский, А. И. Нягу; Киев: Чернобыльинтеринформ, 1998
- «Psychophysiologic aftereffects of prenatal irradiation» / AI. Nyagu, KN. Loganovsky, TK. Loganovskaja; International journal of psychophysiology, № 3, 1998
- «Schizophrenia spectrum disorders in persons exposed to ionizing radiation as a result of the Chernobyl accident» / K. N. Loganovsky, T. K. Loganovskaja; Schizophrenia bulletin, № 4, 2000
- «EEG patterns in persons exposed to ionizing radiation as a result of the Chernobyl accident: part 1: conventional EEG analysis» / KN. Loganovsky, KL. Yuryev; The Journal of neuropsychiatry and clinical neurosciences, № 4, 2001
- «EEG patterns in persons exposed to ionizing radiation as a result of the Chernobyl accident. Part 2: quantitative EEG analysis in patients who had acute radiation sickness» / KN. Loganovsky, KL. Yuryev, № 1, 2004
- «До висновків Чорнобильського форуму щодо нейропсихіатричних наслідків чорнобильської катастрофи» / К. М. Логановський; Медична газета «Здоров'я України», № 7, квітень 2006
- «Дискусійні питання щодо ролі іонізуючого випромінювання і стресу в генезі нейропсихіатричних наслідків Чорнобильської катастрофи» // Журнал АМНУ. 2006. Т. 12, № 1
- «The mental health of clean-up workers 18 years after the Chernobyl accident» / K. Loganovsky, JM. Havenaar, NL. Tintle, LT. Guey, R. Kotov, EJ. Bromet; Psychological medicine, № 4, 2008
- «Disrupted development of dominant brain hemisphere following prenatal irradiation» // J. Neuropsychiatry and Clinical Neurosciences. 2008. № 20
- «National mental health care system following radiation accidents and radiological terroristic attacks». In: Abstracts of the 8th International LOWRAD Conference «The effects of low doses and very low doses of ionizing radiation on human health and biotopes», 28–30 September 2009, Rio de Janeiro, Brazil, p. 116. / Loganovsky K., Bomko M.
- «Do low doses of ionizing radiation affect the human brain?» / K. Loganovsky; Data Science Journal, 2009
- «Ibudilast in relapsing-remitting multiple sclerosis: a neuroprotectant?» / K. Loganovsky, F. Barkhof, HE. Hulst, J. Drulović, BMJ. Uitdehaag, K. Matsuda, R. Landin; Neurology, № 13, 2010
- «Основні напрямки удосконалення лікувально-профілактичної допомоги хворим на розсіяний склероз, постраждалим внаслідок Чорнобильської катастрофи» / О. О. Колосинська, В. А. Піщиков, К. М. Логановський // Український вісник психоневрології. — 2010. — Т. 18, вип. 3. — С. 85.
- «Удосконалення діагностики та лікування психічних розладів у постраждалих внаслідок радіаційних аварій» / К. М. Логановський, Н. Ю. Чупровська, М. О. Бомко, С. А. Чумак, К. Ю. Антипчук // Український вісник психоневрології. — 2010. — Т. 18, вип. 3. — С. 131—132.
- «Placebo-controlled trial of oral laquinimod for multiple sclerosis» / K. Loganovsky, G. Comi, D. Jeffery, L. Kappos, X. Montalban, A. Boyko, MA. Rocca, M. Filippi; New England Journal of Medicine, № 11, 2012
- «Особливості біохімічних змін при демієлінізувальних та судинних захворюваннях головного мозку в осіб, опромінених унаслідок Чорнобильської катастрофи» / А. В. Кубашко, Л. М. Овсяннікова, С. М. Альохіна, С. А. Чумак, О. В. Носач, К. М. Логановський, А. А. Чумак // Український неврологічний журнал. — 2012. — № 4. — С. 53-61.
- «Клінічні та епідеміологічні дослідження синдрому залежності від алкоголю в учасників ліквідації наслідків аварії на Чорнобильській АЕС» / В. М. Пострелко, К. М. Логановський, В. О. Бузунов, О. І. Чорний, С. І. Солонович // Український медичний часопис. — 2012. — № 2. — С. 32-35.
- «Синдром залежності від алкоголю в учасників ліквідації наслідків аварії на Чорнобильській АЕС» / В. М. Пострелко, К. М. Логановський, В. О. Бузунов, О. І. Чорний, С. І. Солонович // Архів психіатрії. — 2012. — Т. 18, № 1. — С. 60-63.
- «Радіаційний захист і здоров'я персоналу підрядних підприємств, що виконують роботи з перетворення об'єкта „Укриття“ ДСП ЧАЕС на екологічно безпечну систему» / В. О. Сушко, Д. А. Базика, І. А. Ліхтарьов, Л. О. Ляшенко, В. Б. Берковський, К. М. Логановський, С. Ю. Нечаєв, Л. І. Швайко, Е. О. Саркісова, О. О. Колосинска // Проблеми радіаційної медицини та радіобіології. — 2013. — Вип. 18. — С. 373—383.
- «Cortical-limbic neurogenesis asymmetry as possible cerebral basis of brain laterality following exposure to ionizing radiation» // Clinical Neuropsychiatry: J. Treatment Evaluation. 2013. Vol. 10, № 3–4
- «Placebo-controlled trial of oral laquinimod in multiple sclerosis: MRI evidence of an effect on brain tissue damage» / K. Loganovsky, M. Filippi, MA. Rocca, E. Pagani, N. De Stefano, D. Jeffery, L. Kappos; Journal of Neurology, Neurosurgery & Psychiatry, № 8, 2014
- «Негативна регуляція довжини теломер генами TERF1 та TERF2 при когнітивному дефіциті у віддаленому періоді після опромінення у малих дозах» / Д. А. Базика, І. М. Ільєнко, К. М. Логановський, М. А. Бенотман, С. А. Чумак // Проблеми радіаційної медицини та радіобіології. — 2014. — Вип. 19. — С. 170—185.
- «Стан клітинного імунітету в учасників ліквідації наслідків аварії на Чорнобильській АЕС з когнітивними розладами у віддалений період після аварії» / Д. А. Базика, К. М. Логановський, А. В. Кубашко, І. М. Ільєнко, С. А. Чумак, О. А. Беляєв // Український неврологічний журнал. — 2015. — № 1. — С. 66-72.
- «Науковий супровід діяльності громадських організацій психіатрів, наркологів і медичних психологів України» / О. К. Напрєєнко, К. М. Логановський, Н. Ю. Напрєєнко, Т. К. Логановська // Український медичний часопис. — 2015. — № 1. — С. 19-22.
- «Проблеми внаслідок опромінення гіпокампа інтервенційних радіологів — дозові навантаження та ймовірні ефекти: моделювання методом Монте-Карло» / В. В. Чумак, А. О. Моргун, О. В. Баханова, К. М. Логановський, Т. К. Логановська, Д. Мараззиті // Проблеми радіаційної медицини та радіобіології. — 2015. — Вип. 20. — С. 241—256.
- «Порушення генної експресії, теломер та когнітивний дефіцит як функція дози у опромінених in utero та в дорослому віці внаслідок аварії на ЧАЕС» / Д. А. Базика, К. М. Логановський, І. М. Ільєнко, С. А. Чумак, М. О. Бомко // Проблеми радіаційної медицини та радіобіології. — 2015. — Вип. 20. — С. 283—310.
- «Цереброваскулярні захворювання та інші ураження головного мозку у постраждалих внаслідок Чорнобильської катастрофи» / К. М. Логановський, С. А. Чумак, М. О. Бомко, К. Ю. Антипчук, Т. К. Логановська, О. О. Колосинська, І. В. Перчук, Н. Ю. Чупровська, Н. А. Зданевич, М. В., Куц К. В., Крейніс Г. Ю. Гресько // Журнал Національної академії медичних наук України. — 2016. — Т. 22, № 2. — С. 163—178.
- «Іонізуюча радіація: вплив на головний мозок та нейропсихіатричні прояви» / Д. Мараззіті, А. Піччіні, Ф. Муччі, С. Бароні, К. Логановський, Т. Логановська // Проблеми радіаційної медицини та радіобіології. — 2016. — Вип. 21. — С. 64-90.
- «Соціально-психологічний стан учасників ЛНА на Чорнобильській АЕС. Фактори ризику негативних змін» / В. О. Бузунов, К. М. Логановський, Л. І. Краснікова, М. О. Бомко, Ю. М. Бєляєв, Ж. С. Ярошенко, Т. Є. Домашевська // Проблеми радіаційної медицини та радіобіології. — 2016. — Вип. 21. — С. 106—118.
- «Патологічний розвиток особистості після Чорнобильської катастрофи та антитерористичної операції» / К. М. Логановський, М. В. Гресько // Проблеми радіаційної медицини та радіобіології. — 2016. — Вип. 21. — С. 247—263.
- «Когнітивні викликані потенціали P300 після опромінення» / К. М. Логановський, К. В. Куц // Проблеми радіаційної медицини та радіобіології. — 2016. — Вип. 21. — С. 264—290.
- «Соціально–психологічні особливості добровольців–учасників ліквідації наслідків Чорнобильської катастрофи та Антитерористичної операції» / К. М. Логановський, М. В. Гресько // Проблеми сучасної психології. — 2017. — Вип. 37. — С. 190—206.
- «Викликана біоелектрична активність головного мозку після впливу іонізуючої радіації» / К. М. Логановський, K. В. Куц // Проблеми радіаційної медицини та радіобіології. — 2017. — Вип. 22. — С. 38-68.
- «Соціально-психологічний стан дорослого евакуйованого населення. Фактори ризику негативних змін» / В. О. Бузунов, К. М. Логановський, Л. І. Краснікова, М. О. Бомко, Ю. М. Бєляєв, Ж. С. Ярошенко, Т. Є. Домашевська // Проблеми радіаційної медицини та радіобіології. — 2017. — Вип. 22. — С. 79-96.
- «Вплив пренатального опромінення 131І на головний мозок: експериментальна модель клінічних нейрорадіоембріологічних ефектів» / В. В. Талько, К. М. Логановський, Є. В. Тукаленко, Т. К. Логановська, І. П. Дрозд, С. Ю. Нечаєв, С. В. Масюк, Є. М. Прохорова // Проблеми радіаційної медицини та радіобіології. — 2017. — Вип. 22. — С. 238—269.
- «Вплив поліморфних варіантів гена slc6a4 на частоту виявлення депресивних станів в групі УЛНА на ЧАЕС у віддаленому періоді після Чорнобильської катастрофи» / І. В. Абраменко, Н. І. Білоус, С. А. Чумак, К. М. Логановський // Проблеми радіаційної медицини та радіобіології. — 2017. — Вип. 22. — С. 282—291.
- «Міастенія і малі дози іонізуючої радіації: досвід успішного застосування ритуксимабу для лікування опроміненого з Myasthenia gravis» / В. І. Кравченко, А. А. Чумак, К. М. Логановський, І. С. Дягіль, В. Ф. Кузьменко // Проблеми радіаційної медицини та радіобіології. — 2017. — Вип. 22. — С. 395—405.
- «Психофізіологічні особливості учасників аварії на ЧАЕС, евакуйованих із зони відчуження та учасників антитерористичної операції» / К. М. Логановський, М. В. Гресько // Проблеми радіаційної медицини та радіобіології. — 2017. — Вип. 22. — С. 406—427.
- «Low dose or low dose rate ionizing radiation-induced health effect in the human» / FR. Tang, K. Loganovsky; Journal of environmental radioactivity, 2018
- «Визначення рівня преморбідного інтелекту з використанням шкали інтелекту Векслера для дорослих як ефективний засіб верифікації та експертизи нейрокогнітивного дефіциту в учасників ліквідації наслідків аварії на Чорнобильській АЕС» / К. М. Логановський, К. В. Куц // Український неврологічний журнал. — 2018. — № 1. — С. 46-55.
- «Радіаційна медицина України — чверть сторіччя прогресу та пріоритети на майбутнє» / Д. А. Базика, В. О. Сушко, К. М. Логановський, А. Є. Присяжнюк, Д. О. Білий, П. А. Федірко, І. М. Ільєнко, Л. А. Янович // Журнал Національної академії медичних наук України. — 2018. — Т. 24, № 1-2. — С. 26-42.
- «Реформування системи охорони здоров'я: роль і місце закладів охорони здоров'я третинного рівня при радіаційних надзвичайних ситуаціях в умовах воєнного стану» / Д. А. Базика, К. М. Логановський, О. О. Петриченко, В. Б. Берковський // Проблеми радіаційної медицини та радіобіології. — 2018. — Вип. 23. — С. 21-36.
- «Нейропсихобіологічні механізми афективних і когнітивних розладів в учасників ліквідації наслідків аварії на Чорнобильській АЕС з урахуванням поліморфізму генів» / К. М. Логановський, М. О. Бомко, І. В. Абраменко, К. В. Куц, Н. І. Білоус, С. В. Масюк, М. В. Гресько, Т. К. Логановська, К. Ю. Антипчук, І. В., Крейніс Г. Ю., Чумак С. А. Перчук // Проблеми радіаційної медицини та радіобіології. — 2018. — Вип. 23. — С. 373—409.
- «Порівняльна характеристика „алкогольних депресій“ в осіб, які брали участь у бойових діях (комбатантів) і постраждалих при радіаційній катастрофі» / О. К. Напрєєнко, К. М. Логановський, Н. Ю. Напрєєнко, Т. К. Логановська, М. В. Гресько, Н. А. Зданевич // Проблеми радіаційної медицини та радіобіології. — 2018. — Вип. 23. — С. 423—441.
- «Клінічні нейронауки — спектр сучасної імплементації» / К. М. Логановський // Журнал Національної академії медичних наук України. — 2019. — Т. 25, № 1. — С. 25-38.
- «Нейроендокринні ефекти пренатального опромінення радіоактивним йодом (огляд)» / К. М. Логановський, В. В. Талько, О. В. Камінський, Д. Є. Афанасьєв, С. В. Масюк, Т. К. Логановська, Г. Й. Лавренчук // Проблеми радіаційної медицини та радіобіології. — 2019. — Вип. 24. — С. 20-52.
- «Гіперпаратиреоз та ураження прищитоподібних залоз у осіб, опромінених внаслідок аварії на ЧАЕС» / О. В. Камінський, О. В. Копилова, Д. Є. Афанасьєв, К. М. Логановський, В. В. Талько, І. М. Муравйова, І. Г. Чикалова, О. В. Тепла, І. О. Кисельова, Н. В., Грищенко K. O., Цвєт Л. O., Плескач О. Я. Брильова // Проблеми радіаційної медицини та радіобіології. — 2019. — Вип. 24. — С. 380—394.
- «Головний мозок та орган зору як потенційні мішені для впливу іонізуючого випромінювання. Частина I. Цереброофтальмологічні ефекти опромінення в учасників ліквідації наслідків аварії на ЧАЕС» / К. М. Логановський, П. А. Федірко, К. В. Куц, Д. Мараззіті, К. Ю. Антипчук, І. В. Перчук, Т. Ф. Бабенко, Т. К. Логановська, O. O. Колосинська, Г. Ю. Крейніс // Проблеми радіаційної медицини та радіобіології. — 2020. — Вип. 25. — С. 90-129.
- «Дослідження cуїцидальної поведінки у ветеранів Операції об'єднаних сил на Сході України і ліквідаторів наслідків аварії на Чорнобильській атомній електростанції» / І. Я. Пінчук, С. В. Болтоносов, Н. В. Атаманчук, Н. М. Степанова, Ю. В. Ячник, A. О. Вітренко, Н. В. Гунько, К. М. Логановський // Проблеми радіаційної медицини та радіобіології. — 2020. — Вип. 25. — С. 230—248.
- «Дифузійно-тензорна МРТ у ранній діагностиці структурних змін білої речовини головного мозку при асоційованій з артеріальною гіпертензією та іонізуючим випромінюванням хворобі малих судин» / І. М. Дикан, Ю. І. Головченко, К. М. Логановський, О. В. Семьонова, Л. А. Мироняк, Т. М. Бабкіна, К. В. Куц, І. О. Кобзар, М. В. Гресько, Т. К. Логановська // Проблеми радіаційної медицини та радіобіології. — 2020. — Вип. 25. — С. 558—568.
- «Особливості морфометричних параметрів сітчастої оболонки та амплітуда і латентність ранніх компонентів зорових викликаних потенціалів у внутрішньоутробно опромінених осіб» / Т. Ф. Бабенко, К. М. Логановський, Т. К. Логановська, Н. А. Гарькава, К. В. Куц, К. Ю. Антипчук, І. В. Перчук, Г. Ю. Крейніс, П. А. Федірко // Офтальмологія. — 2021. — № 3. — С. 99-101.
- «Головний мозок та орган зору як потенційні мішені для впливу іонізуючого випромінювання: Частина IІ — Радіаційні цереброофтальмологічні ефекти у дітей, осіб, експонованих внутрішньоутробно, астронавтів та інтервенційних радіологів» / К. М. Логановський, П. А. Федірко, К. В. Куц, Д. Мараззіті, К. Ю. Антипчук, І. В. Перчук, Т. Ф. Бабенко, Т. К. Логановська, O. O. Колосинська, Г. Ю., та ін. Крейніс // Проблеми радіаційної медицини та радіобіології. — 2021. — Вип. 26. — С. 57–97.
- «Деякі аспекти життєдіяльності населення в Чорнобильській зоні відчуження України» / Н. В. Гунько, О. М. Іванова, К. М. Логановський, Н. В. Короткова, С. В. Масюк // Проблеми радіаційної медицини та радіобіології. — 2021. — Вип. 26. — С. 141—161.
- «Старіння постраждалих внаслідок Чорнобильської катастрофи та проблеми дослідження їхнього психічного здоров'я» / Н. В. Гунько, К. М. Логановський, В. О. Бузунов, Н. В. Короткова // Проблеми радіаційної медицини та радіобіології. — 2021. — Вип. 26. — С. 162—187.
- «Головний мозок та орган зору як потенційні мішені для впливу іонізуючого випромінювання: частина IІІ — Особливості морфометричних параметрів сітчастої оболонки та амплітуда і латентність компонентів зорових викликаних потенціалів у опромінених внутрішньоутробно осіб» / Т. Ф. Бабенко, К. М. Логановський, Т. К. Логановська, Н. В. Медведовська, O. O. Колосинська, Н. А. Гарькава, К. В. Куц, К. Ю. Антипчук, І. В. Перчук, Г. Ю., та ін. Крейніс // Проблеми радіаційної медицини та радіобіології. — 2021. — Вип. 26. — С. 284—296.

### Авторські свідоцтва на винаходи (у співавторстві)
- 1998 — «Спосіб діагностики функційного стану головного мозку при дії іонізуючого випромінювання»
- 2002 — «Спосіб біологічного визначення величини поглинутої дози іонізуючого випромінювання у людини»
- 2003 — «Спосіб визначення внутрішньоутробного опромінення»
- 2007 — «Спосіб діагностики радіаційного ураження головного мозку у віддалений період опромінення»
- 2010 — «Спосіб діагностики пострадіаційних когнітивних порушень»
- 2010 — «Спосіб диференційної діагностики демієлінізуючого та судинного ураження головного мозку»
- 2010 — «Спосіб прогнозу ризику виникнення цереброваскулярної патології в учасників ліквідації наслідків аварії на Чорнобильській АЕС із визначенням внеску радіаційного й нерадіаційних чинників»
- 2011 — «Спосіб оцінки і прогнозу стану нервово-психічної адаптації у постраждалих внаслідок великомасштабної радіаційної аварії і радіологічної терористичної атаки»
- 2012 — «Спосіб діагностики радіаційно-індукованих когнітивних розладів після опромінення в малих дозах»
- 2014 — «Спосіб ретроспективного диференційного визначення опромінення головного мозку людини, яке відбулося на етапах раннього періоду розвитку»
- 2016 — «Спосіб визначення радіаційного старіння імунної системи»

## Нагороди
- 1996 — стипендія Кабінету Міністрів України молодим науковцям
- 2017 — почесна грамота Кабінету Міністрів України
- 2017 — почесна грамота Національної академії медичних наук України
- 2018 — премія Кабінету Міністрів України за розроблення і впровадження інноваційних технологій — за наукову роботу «Розробка та впровадження інноваційних медико-біофізичних технологій радіаційної безпеки персоналу, який виконує роботи з перетворення об'єкту „Укриття“ Чорнобильської АЕС на екологічно безпечну систему»
- 2019 — лист подяки «за допомогу у справі захисту Української держави» від полку «Азов»